# CD1
CD1 (cụm biệt hóa 1) là họ glycoprotein biểu hiện trên bề mặt của nhiều tế bào trình diện kháng nguyên của con người. Chúng liên quan đến các phân tử MHC lớp I, và tham gia vào việc trình diện các kháng nguyên lipid với các tế bào T. Tuy nhiên chức năng chính xác của chúng chưa được biết rõ.

## Phân loại
Các glycoprotein CD1 có thể được phân loại chủ yếu thành hai nhóm khác nhau về vị trí "neo" lipid của chúng.
- CD1a, CD1b và CD1c (nhóm 1 phân tử CD1) được biểu hiện trên các tế bào chuyên trình diện kháng nguyên.[3]
- CD1d (nhóm 2 CD1) được biểu hiện trong nhiều tế bào khác nhau.

CD1e là một dạng trung gian, biểu hiện nội bào, vai trò của nó hiện không rõ ràng.

## Ở ngưởi

### Nhóm 1
Các phân tử nhóm 1 CD1 đã được quan sát là trình diện kháng nguyên lipid ngoại lai, và cụ thể là một số cấu trúc thành tế bào của bọn Mycobacterium tới tế bào T đặc hiệu-CD1
.

### Nhóm 2
Các kháng nguyên tự nhiên của nhóm 2 CD1 không quá đặc trưng, trừ glycolipid tổng hợp, alpha-galactosylceramide, ban đầu được phân lập từ một hợp chất được tìm thấy trong bọt biển, có hoạt tính sinh học mạnh.
Các phân tử nhóm 2 CD1 kích hoạt một nhóm tế bào T, được gọi là tế bào T giết tự nhiên vì chúng biểu hiện các dấu chuẩn bề mặt NK như CD161. Các tế bào T giết tự nhiên (NKT) được kích hoạt bởi các kháng nguyên CD1d, và nhanh chóng tạo ra các cytokine Th1 và Th2, điển hình là sản xuất interferon-gamma và IL-4.
Nhóm 2 (CD1d) phối tử alpha-galactosylceramide hiện đang trong giai đoạn thử nghiệm lâm sàng giai đoạn I để điều trị các ca ung thư phi huyết học đang phát triển.

### Chẩn đoán liên quan
Kháng nguyên CD1 được biểu hiện trên tế bào thymocyte vỏ, nhưng không biểu hiện trên tế bào T trưởng thành. Điều này thường vẫn đúng trong các tế bào khối u từ những quần thể tế bào này, do đó sự hiện diện của các kháng nguyên CD1 có thể được sử dụng trong chẩn đoán miễn dịch để xác định ung thư tuyến ức và khối u ác tính từ tế bào T chưa trưởng thành. CD1a, đặc biệt, là một dấu chuẩn đặc biệt cho các tế bào Langerhans, và do đó cũng có thể được sử dụng trong chẩn đoán bệnh mô bào Langerhans. Các điều kiện khác có thể cho thấy dương tính của CD1 bao gồm bệnh bạch cầu myeloid và một số u lympho tế bào B.

## Ở bò và chuột
Chuột thiếu nhóm 1 phân tử CD1, và thay vào đó có 2 bản sao của CD1d. Vì vậy, chuột đã được sử dụng rộng rãi để xác định vai trò của các tế bào NKT CD1d và NKT phụ thuộc-CD1d cho một loạt các mô hình bệnh.
Gần đây, người ta thấy rằng bò thiếu phân tử CD1 nhóm 2 và có một nhóm phân tử mở rộng CD1. Từ điều này và thực tế rằng bò là một vật chủ tự nhiên của Mycobacterium bovis, một tác nhân gây bệnh ở người, hy vọng rằng việc nghiên cứu ở bò sẽ đưa ra những hiểu biết sâu sắc về hệ thống trình diện kháng nguyên CD1 nhóm 1.